# Chilicola muruimuinane
Chilicola muruimuinane là một loài Hymenoptera trong họ Colletidae. Loài này được Smith-Pardo & Gonzalez mô tả khoa học năm 2007.